# Йерка, Яцек
Яцек Йерка (пол. Jacek Yerka, настоящая фамилия Ковальский; род. 1952, Польша) — художник-иллюстратор.

## Биография
Родился в семье художников. Окончил факультет изобразительного искусства в торуньском Университете Николая Коперника со специализацией в области эстампа. C 1980 года работает как художник.
В 1994 году вышла первая книга с работами Йерки. В 1995 году он получил престижную «Всемирную премию фентези» как лучший художник.
Работы Яцека Йерки выставлялись в Польше, Германии, Франции, Монако и США, находятся в ряде коллекций по всему миру.